# Elzevir (boktryckarsläkt)
Elzevir (även stavat Elzevier eller Elsevier) var en nederländsk boktryckarsläkt. Elseviers grundare, Lodewijk Elsevier (ca 1540–1617) bodde först i Antwerpen men flyttade senare till Leiden och startade det första boktryckeriet där 1580. Hans söner Matthys (1564–1640) och Bonaventura Elsevier (1583–1652) gav tryckeriet världsrykte, ett rykte som sedan fortsatte under den kommande generationen med Abraham (1592–1652) och Isaak Elsevier (1596–1670). De från Elseviers tryckeri utgångna alstren, omkring 2 000 till antalet, kallades elzevierer. Bland de främsta av dessa märks en samling historiska verk, Respublicae Elzevirorum (40 band, 1626–1649). Verken blev snart kända för sina rikligt utsmyckade band och sitt udda format, ofta tryckta i duodesformat och med noggrannhet vid tryckningen. Många av böckerna skattas i dag som stora sällsyntheter. En högst värdefull samling av elzeviertryck samlades av Gustaf Berghman och testamenterades av denne till Kungliga biblioteket.
Genom att publicera nya arbeten av René Descartes, Galileo Galilei och Hugo Grotius hade de stor betydelse för framväxten av den moderna vetenskapen.
Det nutida bokförlaget Elsevier har tagit sitt namn från släkten Elzevier men har ingen direkt koppling till denna.
Sten Broman hade en mycket fin samling av elzevierer.